# Союз — Аполлон (совместный выпуск марок)

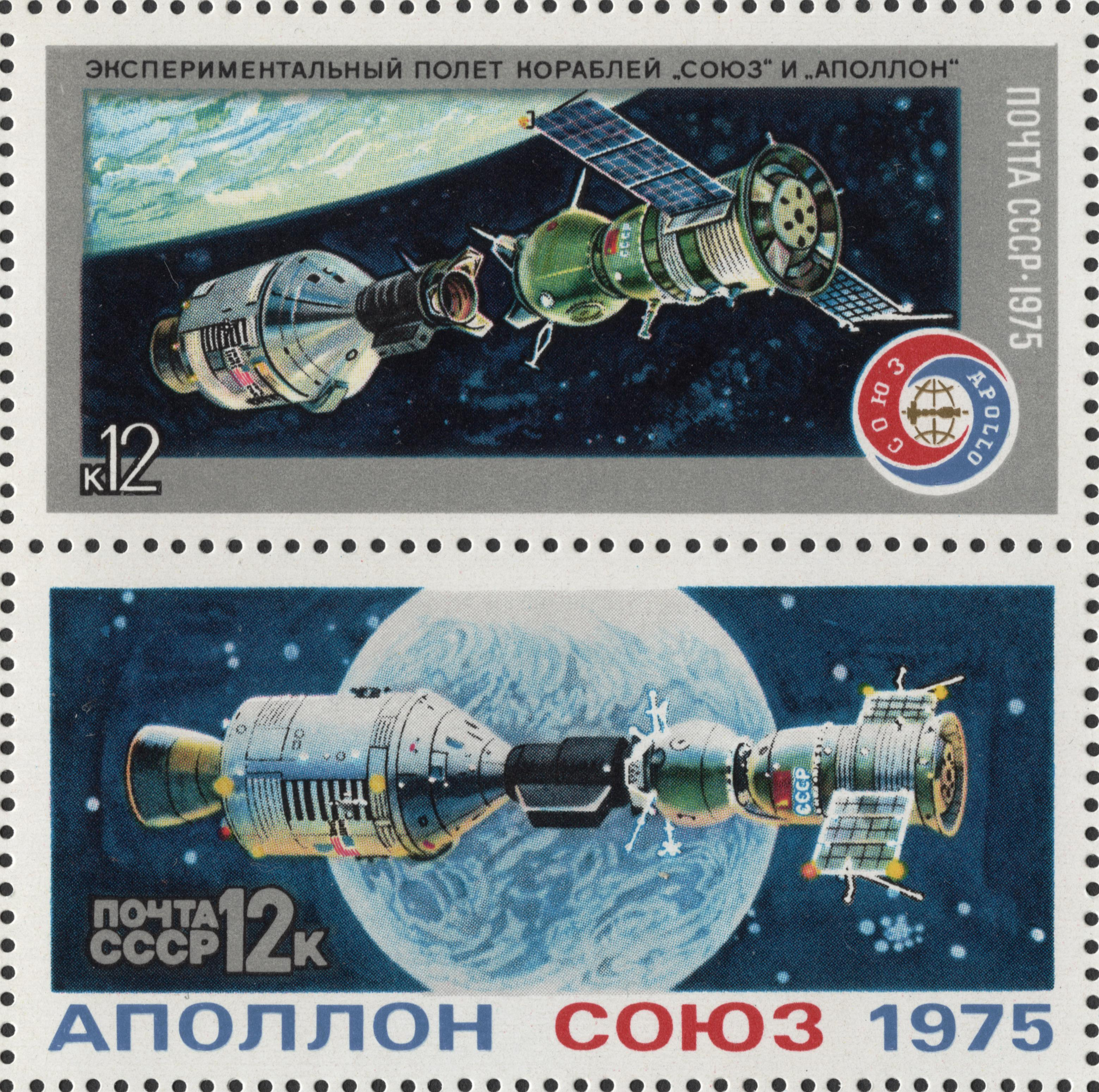
Вертикальная сцепка «Союз — Аполлон». СССР, 1975

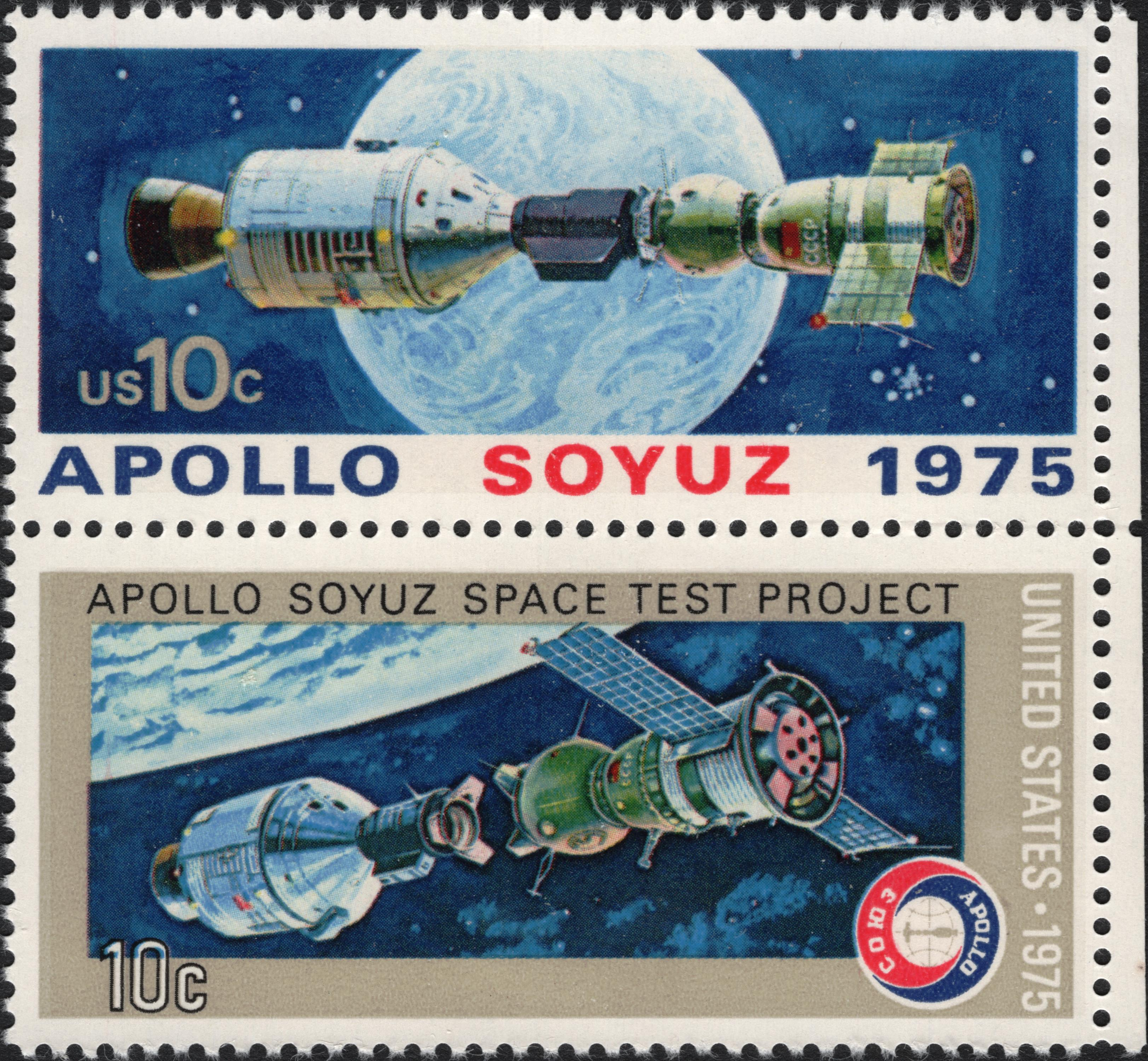
Вертикальная сцепка «Союз — Аполлон». США, 1975

Сою́з — Аполло́н (англ. Apollo–Soyuz) — первый из трёх совместных выпусков СССР и США почтовых марок и первый из пяти совместных выпусков СССР. Этот выпуск посвящён совместному экспериментальному пилотируемому космическому полёту «Союз — Аполлон» («Союз-19» — «Аполлон»), первому совместному космическому проекту СССР и США.
Марки выпущены в виде сцепок двух разных миниатюр, автор одной из которых — советский художник А. М. Аксамит, другой — американский Роберт Макколл, что иллюстрирует главную цель совместного космического проекта — успешную стыковку советского и американского пилотируемых космических кораблей на околоземной орбите. Дата выпуска марок — 15 июля 1975 года.
Советские марки вышли в рамках серии почтовых марок: помимо указанной сцепки, в неё вошли ещё две марки и почтовый блок.

## История совместного выпуска
После нескольких лет напряжённости и космической «лунной гонки» Соединенные Штаты и Советский Союз начали проводить политику разрядки — ослабления международной напряжённости. Одним из результатов такой политики стал экспериментальный полёт «Союз» — «Аполлон» («рукопожатие в космосе»).
Советское и американское космические агентства работали вместе, то же самое делали и почтовые администрации СССР и США. Планы по совместному выпуску между нациями начались в июле 1973 года. В то время Гордон Моррисон (англ. Gordon Morrison), менеджер отдела филателии почтовых служб, представил предложение старшему помощнику генерального почтмейстера США Бенджамину Бейлару. Предложение Морисона состояло в том, чтобы создать для обеих стран почтовые марки, посвящённые стыковке космических кораблей.
Одно из предложений Моррисона состояло в том, чтобы каждая страна разработала по две марки, а затем обе страны выпустили бы как свои марки, так и марки другой страны, в общей сложности восемь марок. Тем временем в октябре того же года Консультативный комитет по гражданским маркам США (CSAC), не зная о предложении Моррисона, начал обсуждать экспериментальный полёт и возможность изготовления почтовых марок.
В итоге было выпущено четыре марки, поскольку каждая страна разработала по одной марке. Марка «до стыковки» (на которой изображена также эмблема совместного полёта) была нарисована советским художником А. Аксамитом, марка «после стыковки» (без изображения эмблемы) — американским художником Р. Макколлом. Советские марки вышли в рамках серии почтовых марок: помимо указанной сцепки, в неё вошли ещё две марки и почтовый блок. Весь совместный выпуск вышел 15 июля 1975 года.
Верификация совместного выпуска.
- Американская «Компания загадочных марок»: «Первый американо-советский совместный выпуск почтовых марок» (англ. First U.S.-Soviet Joint Issue Stamps)[1].
- Американский каталог «Скотт», СССР: «Смотрите № 1569, 1570 США» (англ. See US Nos. 1569-1570) — две марки[5].
- Немецкий каталог «Михель», СССР: «Совместный выпуск c № 1179, 1180 США» (нем. Parallelausgabe mit USA MiNr. 1179–1180) — две марки[3].
- Американский каталог «Скотт», США: «Смотрите № 4339, 4340 России» (англ. See Russia Nos. 4339-4340) — две марки[4].
- Немецкий каталог «Михель», США: «Совместный выпуск c № 4372, 4373 Советского Союза» (нем. Parallelausgabe mit Sowjetunion MiNr. 4372–4373) — две марки[6].

## Названия совместного выпуска
Общего названия совместного выпуска не существует. Имеются только названия выпусков, советского и американского, составляющих совместный выпуск. Советский выпуск состоит из двух марок и является частью более обширной серии из четырёх марок и блока, в качестве его названия взято название всей серии. Американский выпуск является отдельной серией из двух марок.
Стандартных названий серий почтовых марок не существует. В каждом каталоге почтовых марок используются свои собственные названия серий. Иногда они совпадают друг с другом. Здесь названия советских и американских выпусков практически совпадают как в американском каталоге, так и в немецком; в остальных каталогах названия разные. Название выпусков передаёт взгляд каталога и страны, где выпущен каталог, на причину выпуска и тематику почтовых марок.
| № | Страна | Каталог СССР (№ ЦФА) | Каталог «Скотт» | Каталог «Михель» | Каталог «Стэнли Гиббонс»                                                                                      | Каталог «Ивер и Телье»                                                                   |
| - | ------ | --- | --- | --- | --- | ---------------------------------------------------------------------------------------- |
| 1 | СССР   | Совместный экспериментальный полёт советского космического корабля «Союз-19» (15—21/VII) и американского — «Аполлон» (15—25/VII). № 4475, 4476 | Экспериментальный космический проект «Союз — Аполлон» (российско-американское сотрудничество), запуск 15 июля; стыковка 17 июля (англ. Apollo Soyuz space test project (Russo-American cooperation), launching, July 15; link-up, July 17). № 4339, 4340 | Американо-советский космический проект «Союз — Аполлон» (нем. Amerikanisch-sowjetisches Raumfahrtunternehmen Apollo-Sojus). № 4372, 4373  | Стыковка в космосе «Союз — Аполлон» (англ. “Apollo–Soyuz” Space Link). № 4411, 4412                           | Миссия «Союз — Аполлон» (фр. Mission Apollo-Soyouz). № 4158, 4159                        |
| 2 | США    | — | Экспериментальный космический проект «Союз — Аполлон», российско-американское сотрудничество, запуск 15 июля; стыковка 17 июля (англ. Apollo Soyuz space test project, Russo-American cooperation, launching, July 15; link-up, July 17). № 1569, 1570   | Американо-советский космический проект «Союз — Аполлон» (нем. Amerikanisch-sowjetisches Raumfahrt-Unternehmen Apollo-Sojus). № 1179, 1180 | Экспериментальный космический проект «Союз — Аполлон» (англ. “Apollo–Soyuz” Space Test Project). № 1567, 1568 | Сотрудничество в космосе с СССР (фр. Coopération spatiale avec l'U.R.S.S.). № 1059, 1060 |

## Описания рисунков марок
Автор советской и американской марки «до стыковки» — советский художник Анатолий Мартынович Аксамит, автор советской и американской марки «после стыковки» — американский художник Роберт Макколл.
На марках изображена эмблема полёта  — красная и синяя ленточки с текстами «Союз» на русском и «Аполлон» (англ. Apollo) на английском языке, опоясывающие глобус, на который нанесены контуры состыкованных космических кораблей.
| № | Рисунок марки          | Каталог СССР (№ ЦФА) | Каталог «Скотт» | Каталог «Михель» | Каталог «Стэнли Гиббонс»                                                                                                | Каталог «Ивер и Телье» |
| - | ---------------------- | --- | --- | --- | --- | --- |
| 1 | СССР, «до стыковки»    | Космические корабли «Союз-19» и «Аполлон» в момент сближения на фоне звёздного неба и крупного плана фрагмента земного шара. Эмблема полёта. № 4475. Номинал «12 к.» | Космические корабли перед стыковкой, Земля и эмблема проекта (англ. Spacecraft before link-up, Earth & project emblem). № 4340. Номинал «12k»   | «Аполлон», «Союз-19», эмблема (нем. Apollo 18, Sojus 19, Emblem). № 4372. Номинал «12 K» | Процедура стыковки «Аполлона» и «Союза 19» (англ. “Apollo” and “Soyuz 19” in docking procedure). № 4411. Номинал «12k.» | Момент сближения двух кораблей (фр. Moment de rapprochement des deux vaisseaux). № 4158. Номинал «12 k.»                                            |
| 2 | СССР, «после стыковки» | Космические корабли «Союз-19» и «Аполлон» в момент стыковки на фоне звёздного неба и общего плана Земли. № 4476. Номинал «12 к.»                                     | «Аполлон» и «Союз-19» после стыковки и Земля (англ. Apollo and Soyuz after link-up and Earth). № 4339. Номинал «12k»                            | «Аполлон» и «Союз», состыкованные на фоне земного шара (нем. Apollo 18–Sojus 19, gekoppelt vor Erdkugel). № 4373. Номинал «12 K»                                                                   | Состыкованные «Аполлон» и «Союз 19» (англ. “Apollo” and “Soyuz 19” linked together). № 4412. Номинал «12k.»             | Состыкованные корабли (фр. L'arrimage des lieux vaisseaux). № 4159. Номинал «12 k.»                                                                 |
| 3 | США, «после стыковки»  | — | «Аполлон» и «Союз-19» после стыковки и Земля (англ. Apollo and Soyuz after link-up, and Earth). № 1569. Номинал «10c»                           | «Аполлон» и «Союз» состыковались на фоне земного шара (нем. Apollo und Sojus gekoppelt vor Erdkugel). № 1179. Номинал «10 C»                                                                       | Состыкованные космические корабли (англ. Spacecraft docked). № 1568. Номинал «10c.»                                     | Состыкованные «Аполлон»-«Союз» и Земля (фр. Accouplement Apollo-Soyouz et la Terre). № 1059. Номинал «10 c.»                                        |
| 4 | США, «до стыковки»     | — | Космические корабли перед стыковкой, Земля и эмблема проекта (англ. Spacecraft before link-up, Earth and project emblem). № 1570. Номинал «10c» | «Аполлон» и «Союз» сближаются в космосе, эмблема космического проекта (нем. Apollo und Sojus bei der Annäherung im Weltraun, Emblem des gemeinsamen Raumfahrtunternehmens). № 1180. Номинал «10 C» | Стыковочный манёвр (англ. Docking manoeuvre). № 1567. Номинал «10c.»                                                    | Космический полет двух кораблей и эмблема сотрудничества (фр. Vol spatial des deux vaisseaux et emblème de la coopération). № 1060. Номинал «10 c.» |

## Описание марок
Паспорт серии почтовых марок, то есть такое её описание, по которому можно определить, принадлежит ли конкретная марка совместному выпуску, состоит из содержания и шаблона.
1. Содержание совместного выпуска. Содержание совместного выпуска определяется памятным текстом на марках:
- на марке «до стыковки»: вверху рисунка на русском «Экспериментальный полёт кораблей „Союз“ и „Аполлон“» и на английском “Apollo Soyuz space test project”, а также на эмблеме полёта: «Союз Apollo»[13][14];
- на марке «после стыковки»: снизу рисунка на русском «Аполлон Союз 1975» и на английском “Apollo Soyuz 1975”[13][14].

2. Шаблон совместного выпуска. Шаблон совместного выпуска определяет характерные черты формы марок серии и их рисунка, отличающие их от остальных марок. Марки одной страны отличаются только многоцветным рисунком и текстом, марки с одинаковым рисунком разных стран — текстом, зубцовкой и немного размерами.
1) Формат марок. Марки прямоугольные горизонтального формата с отношением сторон 2 : 1 и размерами:
- СССР: 65 × 32,5 мм, размер рисунка 60,5 × 28 мм;
- США: 65,5 × 31 мм, размер рисунка 62 × 26,5 мм;

2) Рисунок. Рисунок с отношением сторон 2 : 1 с изображением двух пилотируемых космических кораблей «Союз» и «Аполлон» на фоне тёмно-синего звёздного неба и планеты Земля.
3) Номинал. Номинал напечатан слева внизу: 12 копеек для СССР и 10 центов для США.
3. Технические характеристики марок.
1) Количество марок. Совместный выпуск состоит из 4 перфорированных марок, 2 советских и 2 американских. Обе марки каждой страны печатались вместе на одном марочном листе в шахматном порядке (сцепками).
2) Тираж. Марки СССР выпущены в количестве 6,7 млн каждая, марки США — 80.931.600.
3) Цвет. Все марки многоцветные.
4) Бумага. СССР: мелованная, США: тегированная.
5) Печать. Советские марки — офсетная литография, американские — офсетная фотогравюра.
6) Зубцовка. СССР: гребенчатая 11¾, США: линейная 11.
7) Производство. СССР: Гознак, США: Бюро гравировки и печати.
8) Листы. Марочные и соответственно типографские листы советских и американских марок небольшие:
- СССР: марочный лист 12 (3 × 4), для вертикальной сцепки двух марок 6 (3 × 2);
- США: типографский лист 96 (4 × 24 (3 × 8)), для вертикальной сцепки двух марок 48 (4 × 12 (3 × 4)).

9) Города штемпеля первого дня выпуска. СССР: Космодром «Байконур», Звёздный городок, Калуга, Москва; США: Космический центр Кеннеди.

Марочные листы
Марочный лист СССР 6 (3 × 2) для вертикальной парной сцепки
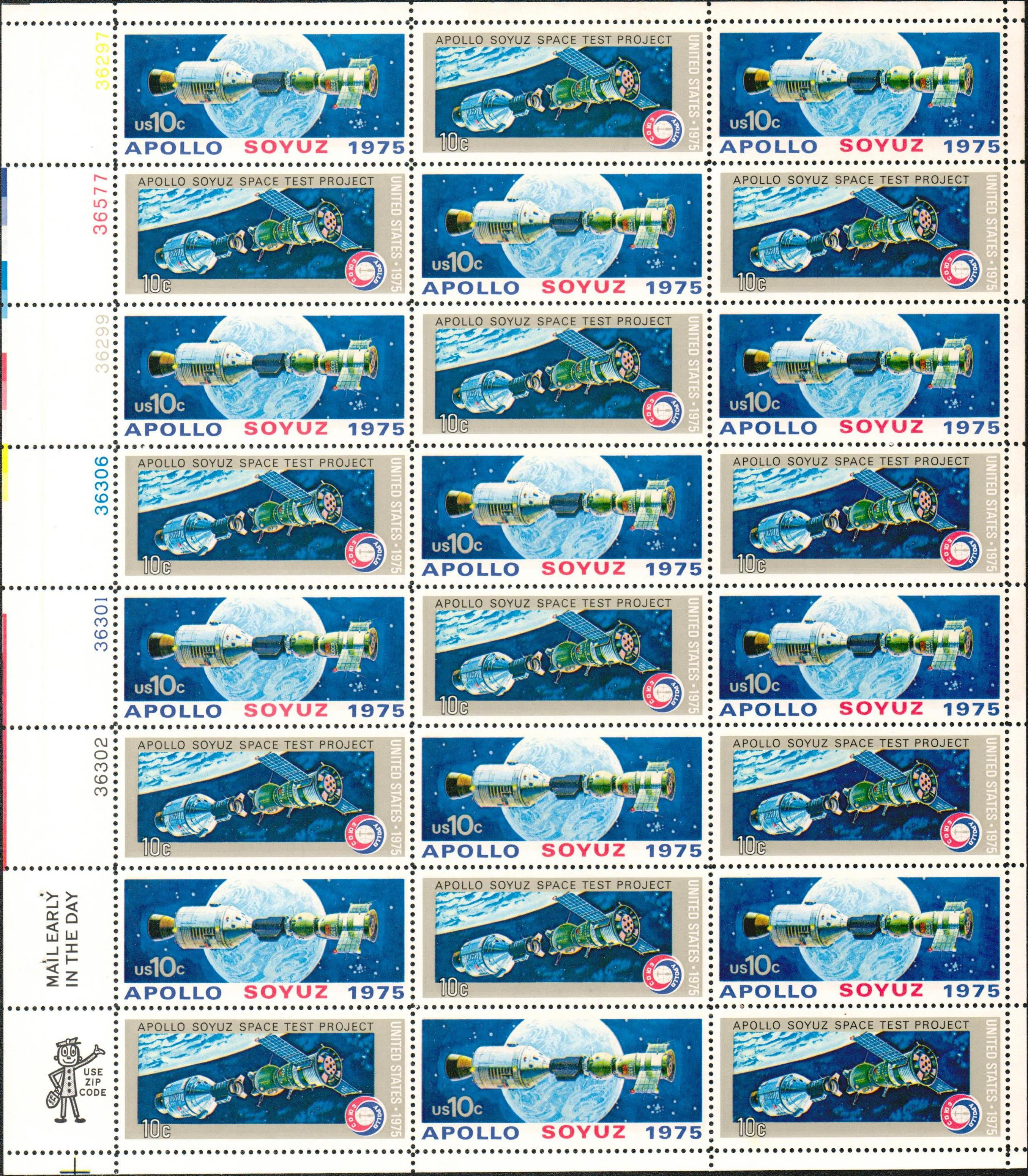
Марочный лист США 12 (3 × 4) для вертикальной парной сцепки